# Der Doppelgänger (Dostojewski)

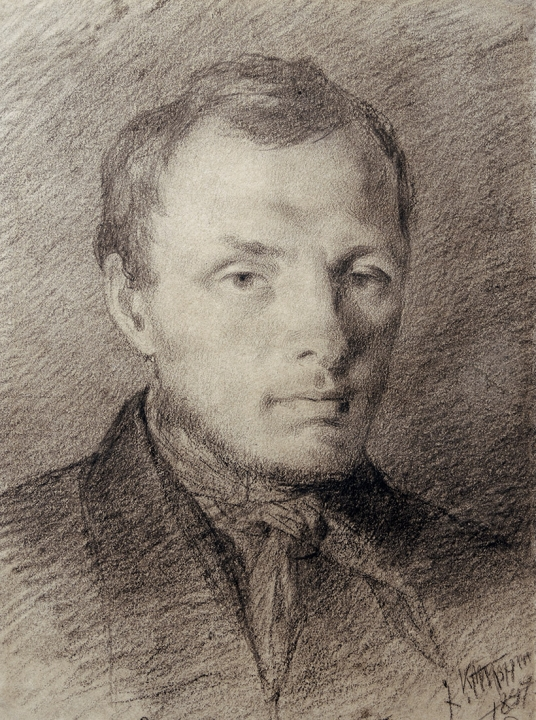
Dostojewski-Porträt von Konstantin Trutovsky (1847)

Der Doppelgänger ist der Titel einer Erzählung von Fjodor Dostojewski, die 1846 in der Zeitschrift Vaterländische Annalen und 1866 in einer überarbeiteten Fassung (Dvojnik. Peterburgskaja poėma, russisch Двойник, Transliteration Dvojnik, Untertitel: Petersburger Poem) erschien. Protagonist ist der schüchterne Petersburger Beamte Jakow Goljadkin, der durch einen plötzlich auftauchenden Doppelgänger aus seinen Positionen verdrängt und am Ende seiner zwischen Realität und Einbildung oszillierenden Krankheitsgeschichte in eine Psychiatrie eingeliefert wird. Seinem Ebenbild gelingt dagegen der vom Original erträumte private und berufliche Aufstieg. Die erste deutsche Übersetzung von L. A. Hauff wurde 1889 publiziert.

## Handlung

### Vorgeschichte
Ein anonymer Erzähler begleitet den Beamten Jakow Petrowitsch Goljadkin, den er vertraulich „unseren Helden“ nennt, vier Tage lang im November auf seinen Wegen durch St. Petersburg und schildert die Krankheitsgeschichte und das Auftauchen des ihn immer mehr dominierenden und schließlich aus seinen Positionen verdrängenden Doppelgängers.
Die Probleme des Protagonisten begannen bereits vor Erzähleinsatz mit einer vielleicht nur in seiner Phantasie existierenden, romantischen Liebesbeziehung zu Klara Berendejev, die er vor einer Zwangsheirat retten will. Dabei spielt ein vermutlich nur von ihm erdachter Brief des aus einem Pensionat zurückgekehrten Mädchens eine Rolle, in dem sie ihre gemeinsame Flucht vorschlägt. Hinter seiner Ablehnung durch die Eltern der Geliebten und der Bevorzugung des schnell zum Assessor beförderten Wladimir Ssemjonowitsch als Bräutigam vermutet er die Protegierung seines Rivalen und eine Verleumdungskampagne, gegen die er sich in zunehmend wirren und labyrinthischen Aktionen und Gesprächen durch Beschuldigungen seiner potentiellen Verschwörer zu verteidigen sucht. Auch bestreitet er die Wahrheit des Gerüchts, er habe ein Verhältnis mit seiner früheren Vermieterin Karolina Iwanowna, einer nicht standesgemäßen deutschen Köchin, gehabt und ihr, anstatt für seine Beköstigung zu bezahlen, die Ehe versprochen (2., 9. u. 11. Kap.).

### Erster Tag – Die Begegnung (Kap. 1–5)
Bereits der erste Tag zeigt den Protagonisten, nachdem er „nach langem Schlaf erwacht“ (1. Kap.), als gespaltene Persönlichkeit, deren äußere und innere Handlungen divergieren. Anstatt in seine Dienststelle zu gehen, fährt er, begleitet von seinem für einen besonderen Anlass livrierten Diener Petruschka, fein gekleidet in einer gemieteten Equipage „von gelinden Zweifeln erfasst“ zu seinem Arzt Krestian Iwanowitsch Rutenspitz (1. Kap.).
Im Beratungsgespräch offenbaren sich zunehmend die Anzeichen geistiger Verwirrung und des Identitätsverlusts: Als ihm eine grundsätzliche Veränderung seiner zurückgezogenen Lebensweise, „Zerstreuung“ (2. Kap.) und gesellschaftlicher Umgang empfohlen wird, äußert Goljadkin seine paranoiden Gedanken in einem unbändigen Redefluss. Er betont seine Abneigung gegenüber jeglicher lügnerischen Komplimente-Sprache, die mit den damit verbundenen Ränken gegen Konkurrenten dem Aufbau von Karrieren diene, und artikuliert seine Angst vor diesem puppenhaften Betriebssystem. Seine Kritik zielt auf den hierarchischen, in schematisierten Abläufen um die Vorgesetzten kreisenden Beamtenapparat mit seinem Protektionswesen und den damit verzahnten gesellschaftlichen fassadenhaften Ritualen.
Hintergrund ist, wie dem Leser allmählich enthüllt wird, Goljadkins Liebe zu Klara Olssufjewna. Im Kampf um die schöne Tochter des Staatsrates Olssufij Iwanowitsch Berendejev hat er sich in einem von ihm selbst mitgeknüpften Netz verfangen und will den Vater des „verzogene[n] Mädchen[s]“ (3. Kap.) immer wieder vor vermeintlichen Feinden warnen, findet jedoch kein Gehör.

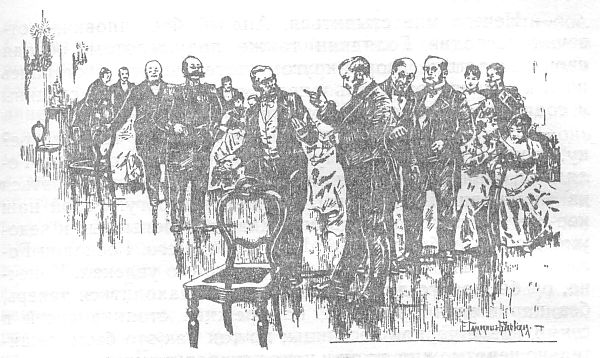
Elena Samokisch-Sudkowskajas Illustration (1895) zeigt aus der Perspektive Goljadkins die Festgesellschaft beim Staatsrat Berendejew: „Alle sahen ihn mit so sonderbarer Neugierde und mit einer gewissen unerklärlichen, rätselhaften Teilnahme an.“ (13. Kap.)

Nach dem Arztbesuch setzt sich sein Realitätsverlust fort: Er sucht, offenbar um eine Wohnung für Klara und sich auszustatten, in einigen exklusiven Geschäften Damenwäsche, Möbel für sechs Zimmer, silbernes Rasierzeug, Bestecke u. ä. aus, mit dem Versprechen, am nächsten Tag die Anzahlung zu leisten, und erzählt dann in einem Restaurant zwei Kollegen von der anderen, ihnen bisher unbekannten, unangepassten Seite seines Lebens und von seinen Grundsätzen der Offenheit und Ehrlichkeit.
Anschließend bringt ihn die Mietskutsche zum Haus Berendejevs. Dort findet im edlen Ambiente („Doch wäre ich auch der größte Dichter, nie würde meine Kunst ausreichen, um die Weihe dieses Augenblicks wiederzugeben“) Klaras Geburtstagsfest statt. Bereits der Versuch des Protagonisten, den Saal zu betreten, wird von den Dienern seines einstigen Gönners verhindert. Gleichzeitig treffen geladene Gäste ein, z. B. sein Abteilungschef, der Staatsrat Andrei Filippowitsch, und dessen Neffe Wladimir Ssemjonowitsch.
Goljadkin verlässt gedemütigt das Haus und denkt in sprunghafter Selbstbeurteilung über seine Lage nach: Er fühlt sich einerseits als „ein freier Mensch“, spricht mit sich andererseits als „Du Narr, der du bist, du elender Goljadka“, weil er mit Selbstmordgedanken alles riskiert („Nun komme, was da wolle“). In dieser Verfassung schleicht er über die Küchentreppe zum Festort zurück und gratuliert Klara wie traumwandlerisch („Er hatte übrigens die Empfindung, als unterspüle irgend etwas den Boden, auf dem er stand […] als müsse er sogleich fallen“, 4. Kap.). Er stellt sich ein Katastrophenszenarium vor, bei dem er sich als Retter der Geliebten auszeichnen könnte, glaubt sich von Feinden umringt und fordert das verwunderte Mädchen zum Tanz auf. Klara folgt zuerst geistesabwesend, mechanisch, schreit dann leise auf, als ihr die Situation zu Bewusstsein kommt, und Goljadkin wird vor die Tür gesetzt.
In seinem Verfolgungswahn läuft er um Mitternacht zum Kai des Fontankakanals und begegnet dort mehrmals einem Fußgänger, den er „ganz genau [kennt]“. Dabei erfasst ihn ein verhängnisvolles Gefühl, am Rande eines Abgrunds zu stehen und „nahezu freiwillig“ in die gähnende, ihn anziehende Tiefe zu stürzen, „nur um den vermeintlichen Untergang zu beschleunigen“ Er folgt dem Passanten zu seiner Wohnung in der Schestilawotschnaja und erkennt jetzt: „Sein nächtlicher Freund aber [ist] niemand anders als er selbst […] sein eigener Doppelgänger“ (5. Kap.).

### Zweiter Tag – Der neue Freund (Kap. 6–7)
Am zweiten Tag wird Goljadkin mit seinem Ebenbild im Departement konfrontiert. Zunächst erscheint dem Protagonisten nach seinem Erwachen alles wie gewöhnlich. In Uniform geht er in seine Büroabteilung und erhält („Ist es ein Traum oder ist es keiner“, 6. Kap.) von Andrei Filippowitsch seinen Doppelgänger als Tischnachbarn zugewiesen. Als wäre dies, trotz der Familienähnlichkeit, für alle Anwesenden ein normaler Vorgang, erklärt ihm der Bürovorsteher Anton Antonowitsch, der tüchtige Neue sei auf Empfehlung Andrei Filippowitschs hin als Ersatz für den verstorbenen Ssemjon Iwanowitsch angestellt worden. Der Protagonist ist, zwischen Euphorie und Schwermut schwankend, einerseits nach den Erlebnissen des Vortags über die Rückkehr des Alltags beruhigt, deutet dies aber zugleich als neuen Beweis eines Komödienspiels.
Auf dem Heimweg spricht ihn der Andere an, bittet um eine Unterredung und sie gehen in seine Wohnung, wo der jüngere Goljadkin seine von Kanzleiintrigen erschwerte Lebensgeschichte in der Provinz erzählt, wogegen der Gastgeber mit seinen Petersburger Vergnügungen renommiert. Bescheiden bittet der Gast um die Unterstützung des Älteren, die ihm dieser gerührt zusagt. Beim Essen schließen sie Freundschaft, versprechen sich, zusammenzuhalten und „wie zwei leibliche Brüder [zu] leben“ (7. Kap.), und der Zwilling wird zum Übernachten eingeladen.

### Dritter Tag – Der Zweikampf (Kap. 8–9)
Am dritten Morgen beginnt der Zweikampf. „[D]er andere“ (8. Kap.) hat bereits vor Goljadkins Erwachen die Wohnung verlassen, dieser wird misstrauisch und bereut seine Vertrauensseligkeit. Im Büro ist der Jüngere bereits geschäftig bei der Arbeit. Während der Ältere Anton Antonowitsch Ssetotschkin seine Theorie der Masken vor den wahren Gesichtern und die Verlogenheit der Menschen zu erklären versucht, was dieser verstimmt auf sich bezieht und beleidigt zurückweist, entreißt ihm „der Freund“ die von ihm bearbeiteten und zur Vorlage vorbereiteten Papiere, trägt sie sogleich ins Zimmer Andrei Filippowitschs und wird von diesem für seine Arbeit gelobt. Den Protest des Älteren kontert der Rivale vor den Kollegen in schauspielerisch-lustiger Provokation und macht ihn somit lächerlich. Bevor Goljadkin nach Dienstschluss den Jüngeren zur Rede stellen kann, entwischt ihm dieser.
Auf dem Heimweg überlegt sich der Protagonist zuerst eine Strategie, den Doppelgänger zu ignorieren („ich lasse alles so gehen, wie es geht, ich bin einfach nicht ich, und das ist alles“) oder „mit Güte zu fangen“ (9. Kap.), doch später reflektiert er, dass „der andere“ in der Zwillingssituation seinen Ruf beschädigen und sich selbst als Ehrenmann für eine Rangerhöhung profilieren, ihn also gezielt ausnutzen könnte. In einem Restaurant erlebt er die Anwendung seiner Gedanken, als er die vom Jüngeren verzehrten Pasteten bezahlen muss. Zu Hause schreibt er darauf an diesen einen Brief, in dem er die Versuche, „mit aller Gewalt in [s]ein Sein und in [s]einen Lebenskreis einzudringen“ kritisiert und an dessen edles Herz appelliert, „alles wieder so gut zu machen, wie es vordem gewesen ist.“ (9. Kap.).

### Vierter Tag – Die Kapitulation (Kap. 10–13)
Nächtliche Albträume, in denen er von immer mehr Goljadkins verfolgt wird, zeigen seine Verunsicherung, wer das Original und wer die Nachahmung ist, sowie seine Ängste vor einer Entmachtung. Am nächsten, dem vierten Tag will der Protagonist die Entscheidung erzwingen („wir beide zugleich – das ist unmöglich“, 10. Kap.). Vor dem Departementgebäude befragt er in zunehmendem Realitätsverlust und Argwohn die Schreiber Ostaffjeff und Pissarenko nach neuen Bürogeschichten aus, erfährt, dass jetzt auf seinem Platz Iwan Ssemjonowitsch sitzt, und folgt dem Jüngeren, der mit einer grünen Aktenmappe in einem besonderen Auftrag unterwegs ist, ins Büro.
Während „der andere“ im Kreis der Kollegen vollkommen integriert wirkt und damit dem Wunschbild des Älteren von sich selbst entspricht, wird dieser nicht beachtet und fühlt sich vom Ebenbild durch Ausspucken und Scherze gedemütigt. Seine Beschwerde bei Andrei Filippowitsch stößt auf Unverständnis und Anton Antonowitsch reagiert auf seine Klage, „von allen verlassen“ zu sein, mit dem Hinweis auf ein laufendes Verfahren gegen ihn, u. a. wegen seiner treulosen Verfehlungen und „boshaften Angriffe auf den Ruf eines wohlgesitteten Mädchens“. Er ist jetzt bereit, „vom Kampfe zurück[zu]treten“, nicht mehr zu „widersprechen“ und „alles in Geduld und Ergebung [zu] tragen“, „stürzt[] aber, als er die Bemühungen seines Doppelgängers um die Gunst seiner Exzellenz sieht, dann doch seinem Feind nach“: „’Du entgehst mir nicht!’ [denkt] unser Held“ (10. Kap.).
Sie treffen sich in einem Café, wo ihn der „pseudo-edle Freund“ mit den Vorwürfen über seine Vergehen konfrontiert, die er als „Sprache [s]einer Feinde“ (11. Kap.) erkennt. Sie führen ein an den inneren Dialog einer moralisch gespaltenen Persönlichkeit erinnerndes Gespräch, das mit dem Bekenntnis des Älteren endet: „[A]lles ist möglich – das Urteil der Welt und die Meinung der blinden Masse […] es ist mir sogar angenehm zu bekennen, daß ich auf Irrwege geraten war […] Lassen Sie uns alles dem Schicksal zuschreiben“. Seinem Versuch, sich auf ihn zu stürzen, „um ihn zu zerreißen und um ein Ende mit ihm – mit allem zu machen“, entzieht sich der unbekümmerte, lebenslustige Jüngere durch seine Flucht zum Haus Olssufij Iwanowitschs.
Der Protagonist setzt ihm zuerst nach, fühlt dann „daß es in diesem Fall eine ganz verlorene Sache wäre, dagegen anzukämpfen“ (11. Kap.) und gibt die Verfolgung auf. Da entdeckt er in seiner Tasche den ihm zuvor im Departement von Pissarenko übergebenen Brief. Vielleicht ist der Inhalt des Schreibens, das er später nicht mehr findet, nur seine Phantasie: Klara beklagt sich darin über Verleumdungen des [ihm ähnlich sehenden] Intriganten, der sie „mit seinen Netzen umstrickt und [sie] zugrunde gerichtet [habe] : ‚Ich bin gefallen […] Man hat uns voneinander gerissen‘“ (11. Kap.) Sie will mit ihm fliehen, um nicht von ihrem Vater verheiratet zu werden.
Er eilt in seine Wohnung, löst seinen Haushalt auf, um diese Reise vorzubereiten, mietet eine Kutsche für den Abend und formuliert zugleich in einem Selbstgespräch die Gegenposition, man müsse eigentlich die Entführung eines durch romantische Vorstellungen überspannten Mädchens durch Information der Eltern verhindern: „Was wäre das für eine Reise […] Das wäre ja einfach Selbstmord…“ (12. Kap.). Anschließend begibt er sich ins Kabinett „Seiner Exzellenz“, bittet ihn „als [s]einen Vater“ (12. Kap.) um Schutz vor seinen Feinden und trifft auf den Jüngeren, der ihn verspottet und von den Dienern hinauswerfen lässt.
Der Protagonist wartet anschließend in einem Versteck vor Olssufij Iwanowitschs Haus auf ein Zeichen Klaras. Seine ängstlichen Gedanken über eine Flucht mit der Geliebten in eine Hütte am Meer, den Verfolgungen durch die Eltern ausgesetzt, und über ein abenteuerliches Leben, dem er sich nicht gewachsen fühlt und dem er ausweichen möchte, werden immer konfuser. Da holt ihn sein Doppelgänger in den Saal zu der Gesellschaft Olssufij Iwanowitschs, wo ihn, nachdem er sein Gedächtnis vollständig verloren hat, sein Arzt erwartet. Rutenspitz führt ihn, von den „[g]ellende[n], ganz unbändige[n] Schreie[n] seiner Feinde“ (Kap. 13) begleitet, zum Wagen, der ihn in die Psychiatrie transportiert.

## Rezeption

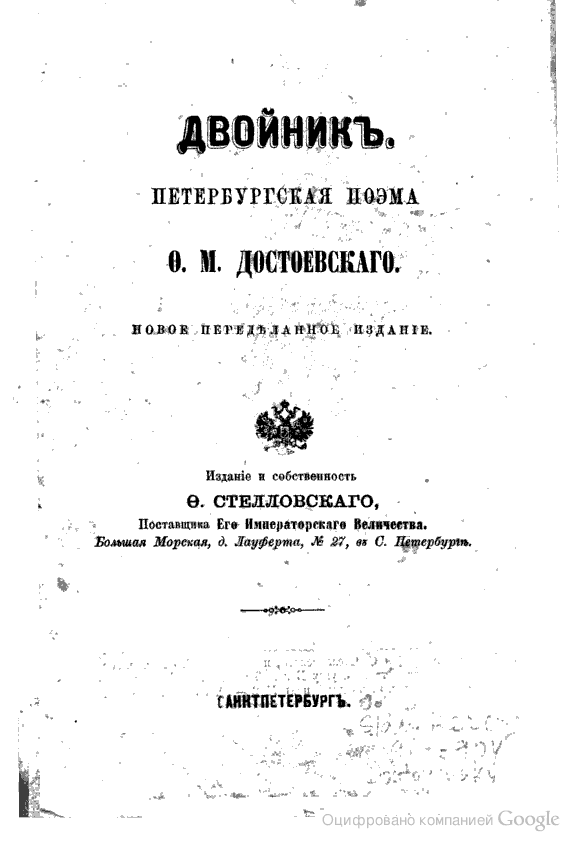
Russische Ausgabe von 1866

Im Gegensatz zum großen Erfolg des Erstlings Arme Leute war das im selben Jahr (1846) erschienene und, wegen der Phantastik und der labyrinthischen Wiederholungszyklen, als schwer lesbar eingestufte zweite Werk ein Misserfolg. Dostojewskis bisherige Förderer, v. a. Belinski, äußerten sich nun zurückhaltend. Der Autor reagierte darauf mit Selbstkritik: In einem Brief an seinen Bruder vom 1. April 1846 erklärte er entschuldigend, vieles habe er in Eile und Müdigkeit geschrieben, und viele Jahre später bekannte er im Tagebuch eines Schriftstellers (1877): „Diese Novelle ist mir entschieden mißglückt. Aber die Grundidee war recht gut. Sie ist das Gewichtigste und Beste, was ich je in der Literatur durchgeführt habe.“ Für die negative Rezeption machte er die von ihm damals gewählte Form der Erzählung verantwortlich.

## Interpretation
Die zeitgenössischen Bewertungen lassen sich teilweise durch die Einordnung der Erzählung in die russische Literaturgeschichte erklären: Dostojewskis Petersburger Dichtung steht inhaltlich in zwei Traditionen. Einmal in der bis ins 17. Jh. zurückverfolgbaren Thematik des „armen Beamten“, die v. a. aus Gogols Der Mantel bekannt ist, und zweitens in der des „sentimentalen Liebhabers“. Dazu kommt als dritter Aspekt die „Erzähltechnik der psychologischen Novelle“, die Dostojewski von Puschkin lernte. Im Gesamtwerk des Schriftstellers wird diese Erzählung als Entwicklungsstufe angesehen. Er orientiert sich an Gogols „naturaler Schule“ mit ihrer sozialen Perspektive bzw. der Synthese der realen und der imaginären Ebene und weist durch diesen letztgenannten Punkt, die Verbindung des Alltäglichen mit dem Phantastischen, bereits auf die späteren moralisch-psychologischen Romane hin. Im Vergleich zu seinen Vorbildern erhalten die Charaktere eine größere emotionale Tiefe und innere Motivation.
Auf dieser Grundlage deuten einzelne Interpreten Goljadkins Halluzinationen als Erscheinungen einer krankhaften Schizophrenie.
Andere Literaturwissenschaftler betonen die Identitätskrise des Protagonisten: Die Suche nach totaler Freiheit führe zur Selbstzerstörung. Als Ursachen sehen sie v. a. die hierarchischen Strukturen einer die persönliche Entwicklung der Hauptfigur einschränkenden Bürokratie und Gesellschaft an. Diese Persönlichkeitsspaltung wird als Grundidee der Erzählung betont: Der Doppelgänger „ist eine Verkörperung aller heimlichen Wunschträume des Helden. […] Zugleich ist er eine Personifikation aller verdrängen Schuld- und Angstgefühle. Lange vor Sigmund Freud hatte Dostojewski […] die Psychologie des Unbewussten und der Verdrängung künstlerisch gestaltet.“
Einige Deutungen verbinden die beiden genannten Ansätze: Sie fokussieren ebenfalls das Krankheitsbild: Der Protagonist sei „ein Getriebener und Gehetzter, aber nicht so sehr von Armut und äußeren Umständen [wie bei den „armen Beamten“ der „naturalen Schule“], als vielmehr von einer irrationalen Kraft in seinem eigenen Inneren […] [seiner] eigenen Einbildungskraft.“ Dieser Zustand wird jedoch um die existentielle Dimension im Wesen des Menschen erweitert, als „Verflechtung des Irrational-Geheimnisvollen und des Prosaisch-Alltäglichen“ interpretiert und mit Kafkas Romanwelt in Beziehung gesetzt: „In der Mythologisierung der modernen Bürokratie, in der Aufdeckung und Bloßlegung der phantastischen Welt der Kanzleien und Amtsstuben sind Gogol und Dostojewski unmittelbare Vorläufer von Kafka“.
Der Autor präsentiert die Handlungen vorwiegend aus der Perspektive des Protagonisten, wobei er die Geschehnisse und die verschiedenen Positionen einmal in Gesprächen mit anderen Personen, beispielsweise dem Bürovorsteher, dem Diener oder dem Doppelgänger, und zweitens in seinen Gedanken diskutiert und reflektiert. Dadurch entsteht eine polyperspektivische Darstellung mit unklaren Grenzen, sodass für den Leser, wie für den Protagonisten selbst, das reale Geschehen nur schwer fassbar ist. Michail Bachtin hat den Text deshalb als polyphonen Roman beschrieben: Hier wird, für Dostojewski typisch, „nicht eine Vielzahl von Charakteren und Schicksalen in einer einheitlichen, objektiven Welt im Lichte eines einheitlichen Autorenbewusstseins entfaltet, sondern eine Vielfalt gleichberechtigter Bewusstseine mit ihren Welten wird in der Einheit eines Ereignisses miteinander verbunden, ohne dass sie ineinander aufgehen“.

## Adaptionen

### Verfilmungen
- 1965 – Der Feind (Neprijatelj) – Regie: Živojin Pavlović (Adaption)[14]
- 1968 – Partner – Regie: Bernardo Bertolucci
- 2010 – Der Doppelgänger – Regie: Lenke/Nauck[15]
- 2014 – The Double – Regie: Richard Ayoade

### Illustration
- Alfred Kubin[16]

### Lesung
- Internet Archive[17]

## Deutsche Übersetzungen
Die deutsche Erstausgabe erschien, wie die meisten Übertragungen von Dostojewskis Arbeiten ins Deutsche, erst nach dem Tod des Autors (1881): 1889 in Berlin in der Übersetzung von L. A. Hauff im Verlag Otto Janke, Berlin.
Im frühen 20. Jahrhundert übersetzte Elisabeth Kaerrick unter dem Pseudonym E. K. Rahsin, unterstützt von ihrer Schwester Lucy Moeller und Arthur Moeller van den Bruck, Dostojewskis Gesamtwerk. Die Reihe erschien zwischen 1906 und 1922 (Der Doppelgänger. In: SW Bd. 14, Piper München, 1910; Frühe Romane und Erzählungen, Piper, 2000).
In derselben Zeit entstanden auch Übertragungen von Arthur Luther (in: Die kleinen Romane. München, 1963; Reclam Stuttgart) und Hermann Röhl (Insel-Verlag Leipzig, 1923). Nach dem Zweiten Weltkrieg wurden Übersetzungen von Georg Schwarz (Aufbau-Verlag, Berlin 1980) und Alexander Nitzberg (Die Urfassung. In deutscher Erstübersetzung von Alexander Nitzberg. Galiani Berlin, 2021.) publiziert. 

### Ausgaben
- Fjodor Dostojewski: Der Doppelgänger. Die Urfassung. In deutscher Erstübersetzung. Deutsch von Alexander Nitzberg. Galiani, Berlin  2021, ISBN 978-3-86971-238-3.
- Fjodor Dostojewski: Der Doppelgänger. Frühe Romane und Erzählungen. Piper, München 2000, ISBN 3-492-20406-6.
- Fjodor Dostojewski: Der Doppelgänger. Frühe Prosa I. Deutsch von Georg Schwarz. Aufbau-Verlag, Berlin 1980.

### Sekundärliteratur
- Otto Rank: Der Doppelgänger – Eine psychoanalytische Studie. Internationaler Psychoanalytischer Verlag, Leipzig / Wien / Zürich 1925. (Neuausgabe: Turia & Kant, Wien 1993, ISBN 3-85132-466-8)
- Sylvia Plath: The Magic Mirror – A Study of the Double in Two of Dostoevsky’s Novels. Embers Handpress, Rhiwargor, LLanwddyn, Powys 1989[18]
- Natalie Reber: Studien zum Motiv des Doppelgängers bei Dostojevskij und E. T. A. Hoffmann. Wilh. Schmitz, Gießen 1964.
- Rudolf Neuhäuser: Das Frühwerk Dostojewskijs. Carl Winter, Heidelberg 1979, ISBN 3-533-02711-2.
- John Jones: The Double. in ders.: Dostoevsky. Oxford University Press, New York 1983, ISBN 0-19-812645-X.